# Дом почты (Батурин)
Дом почты — памятник архитектуры и истории местного значения в Батурине. Сейчас здесь размещается отделение связи «Укрпочта» и «Новая почта».

## История
Приказом Министерства культуры и туризма от 21.10.2011 № 912/0/16-11 присвоен статус памятник архитектуры и истории местного значения с охранным № 5540-Чр под названием Дом почты. Установлена информационная доска.
Один из 35 объектов комплекса Национального историко-культурного заповедника «Гетманская столица».

## Описание
В 1842 году для строительства почтовых станций четырех разрядов были утверждены новые типовые проекты. Предположительно, после в Батурине была построена каменная почтовая станция на фундаменте другого каменного здания.
Каменный, одноэтажный, симметрический, прямоугольный в плане дом на подвале, с четырёхскатной крышей. Фасад расчленяют пилястры (в том числе рустические), окна увенчаны разорванными лучковой формы фронтонами на кронштейнах. Симметричность фасада подчёркивают центральный и два боковых фронтона. В тимпане центрального фронтона — световое окно, в боковых — надписи «Укрпошта» и «Нова пошта» (ранее «Укртелеком»). Имеет два входа по обе стороны фасада.
В 2006 году были проведены ремонтно-реставрационные работы.
Сейчас здесь размешается отделение связи «Укрпочта» и «Новая почта» (ранее «Укртелеком»).